# 相木茂男
相木 茂男（あいき しげお、1928年11月13日 - 2007年6月21日）は、日本の経営者。アイシン精機社長を務めた。

## 来歴・人物
愛知県出身。1948年に名古屋工業専門学校（現・名古屋工業大学）を卒業し、同年に愛知工業(のちのアイシン精機)に入社。1967年11月に取締役に就任し、1975年5月に常務、1979年6月に専務を経て、1985年6月に副社長に就任し、1989年6月には社長に昇格。1995年6月に会長に就任し、1999年6月に相談役に就任。
1991年11月に藍綬褒章を受章し、1999年4月に勲三等旭日中綬章を受章。
2007年6月21日に急性肺炎のために死去。78歳没。